# Длиннорылый морской конёк

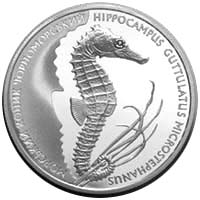
Монета Национального банка Украины номиналом 2 гривны с изображением длиннорылого морского конька (2003)

Длиннорылый морской конёк (лат. Hippocampus guttulatus) — вид лучепёрых рыб семейства игловых (Syngnathidae).
Голова расположена под углом к телу и пригнута к брюху. Рыло удлинённое, его длина укладывается 2,2—2,4 раза в длине головы, рот трубчатый. Рыба способна двигать головой вверх и вниз, к чему не способны почти все современные виды рыб. Тело морского конька покрыто костными пластинками, образующими поперечные кольца. Туловищных колец 11, а хвостовых 34—38. На теле конька имеются многочисленные длинные шипы, кожистые выросты, позволяющие маскироваться рыбе среди водорослей.
Хвостового плавника нет. Хвостовой отдел морского конька удлинённый, без лопастей. На середине спины у конька имеется маленький спинной плавник, брюшных плавников нет, а под головой можно разглядеть два маленьких грудных плавничка.
Глаза морского конька способны независимо смотреть в разные стороны, охватывая сектор обзора почти в 300 градусов (как у хамелеона). Как и хамелеон, рыбка способна изменять цвет тела — от серовато-бурого, красноватого до жёлтого, буро-зелёного цвета.
Максимальная стандартная длина тела 21,5 см, а длина тела без головы — 18 см.
Распространён в восточной Атлантике от Британских островов и Нидерландов до Марокко и Канарских островов, Мадейры и Азорских островов, включая Средиземное море. В Чёрном море известен у всех берегов.
Оригинальный внешний вид этой рыбки привёл к тому, что каждый посетитель Чёрного моря, пытался увезти с собой в качестве сувенира засушенного морского конька. В конце 1980-х — начале 1990-х годов вылавливались сотни тысяч особей конька. Это привело к полному исчезновению этого вида в рекреационных зонах, поэтому в 1994 году черноморская популяция морского конька была включена в Красную книгу Украины, а его отлов был запрещён.
Живет на прибрежных отмелях, среди зарослей водной растительности, в приточной зоне на глубине до 20 метров.
Нерест в мае — июне. После сложных брачных игр самка откладывает икру (с помощью короткого генитального соска) к сумке для созревания на стороне брюха самца. После 4—5 недель самец сильными движениями насоса выталкивают вполне развитых мальков.